# Viskan
För småorten, se Viskan, Sundsvalls kommun.
Viskan är den nordligaste av de fyra större åar som mynnar ut i Halland. Viskan är 142 kilometer lång, avvattnar cirka 2 200 kvadratkilometer och har en medelvattenföring på 34 kubikmeter per sekund vid Åsbro vattenföringstation. Viskans källsjö är Tolken väster om Ulricehamn i Västergötland. Till skillnad från övriga större vattendrag som mynnar i Halland har ingen stad vuxit upp vid Viskans mynning. Däremot låg under medeltiden Ås kloster vid mynning. Den största staden längs Viskan är Borås.

## Lopp och avrinningsområde
Viskans avrinningsområde gränsar i nordväst till Rolfsån, i norr till Göta älvs huvudavrinningsområde (genom vattendragen Nossan och Lidan som mynnar i Vänern, i sydväst gränsar det till Ätran. Närmast kusten gränsar det till Löftaån i norr och Himleån i söder.
Viskan har sin källa i sjön Tolken väster om Ulricehamn och avvattnar delar av Sydsvenska höglandet. Från ungefär samma område rinner flera andra av de angränsande vattendragen. Från källan rinner den i ett relativt strömt förlopp tills den rinner ut i Öresjö och strax därefter når Borås. Höjdskillnaden mellan Tolken och Öresjö är över 90 meter. Vattendraget är i flera fall omgivet av branta sluttningar från den betydligt högre liggande omgivningen. Även efter Borås förekommer flera fall, över vilka de byggts vattenkraftverk. I Marks kommun tar vattendraget emot Häggån, Surtan och ett par mindre åar. Dessa står för en stor del av vattendragets totala avrinningsområde. Närmare kusten blir flödet långsammare samtidigt som vattendraget och dalgången blir bredare. Viskan mynnar i Klosterfjorden, Kattegatt strax norr om Åskloster, cirka 15 kilometer norr om Varberg.
Nederbörden är högst under sommaren och hösten och minst i slutet av vintern och våren. Den är något högre i inlandet jämfört med närmare kusten. Vattendraget passerar inga större sjöar efter att den lämnat Tolken, detta göra att flödet påverkas snabbt vid nederbörd.
Avrinningsområdet ligger främst i Ulricehamn, Borås, Svenljunga, Marks och Varbergs kommuner, men det finns även mycket små delar i Herrljunga, Bollebygds och Kungsbacka kommuner. Avrinningsområdet består till 6 % av sjöar, 58 % av skog, 15 % av jordbruksmark, 3 % av tätort samt 19 % av övrig mark. Till de större sjöarna i avrinningsområdet hör, förutom Tolken, även Stora Hornsjön, Öresjö samt Västra och Östra Öresjön.

## Berggrund, natur och miljöpåverkan
Berggrunden längs vattendraget består i huvudsak av gnejs. Högsta kustlinjen gick i Viskan vid ungefär 70 meters höjd och en havsvik gick in till Viskafors. Uppströms högsta kustlinjen dominerar morän, medan mer finfördelade sediment som sand och lera dominerar nedströms. Längs med Viskan finns flera naturreservat. I Borås kommun ligger Mölarp, Rya åsar och Tranhults naturreservat. I Marks kommun finns naturreservaten Assbergs raviner och Lekvad.
Kvävetransporten uppskattades 2023 till 1 562 ton, medan fosfortransporten samma år uppskattades till 52 ton (med en minskande trend över tid). Vattendraget har haft liten påverkan från övergödning. Däremot är bristande konnektivitet ett problem på grund av olika vandringshinder. Vattendraget är hårt drabbat av invasiva arter. Textilindustrin släppte från 1950-talet och fram till 1970-talets slut ut stora mängder miljögifter som totalt förorenat uppskattningsvis 240 000 m3 bottensediment i sjöar nedströms industrierna med krom, kvicksilver, zink, olja och DDT.

## Ekologi
I Viskan finns bland annat lax, öring, abborre, braxen, gädda, färna, id, mört, sik, ål och havsnejonöga.

## Mänsklig användning
Viskan passerar Öresjö som är dricksvattentäkt för Borås.

### Historia
Vid mynningen låg från 1194 och fram till 1535 Ås kloster. Fram till 1645 var gränsen mellan Västergötland och Halland även riksgräns mellan Sverige och Danmark. I Halland låg Viske härad runt vattendraget medan det i Västergötland passerade genom Ås, Vedens och Marks härad. I Västergötland fanns under medeltiden Örestens fästning och Kinnaborg vid Viskan och nära gränsen. Borås grundades 1621 och kom därefter att växa snabbt, inte minst under 1800-talet och början av 1900-talet. Tillväxten i Borås och andra orter längs vattendraget var knuten till textilindustrin.

### Fiske
Det har funnits en laxgård som brukades av Ås kloster.

### Transport
Transporter på Viskan har försvårats av en rad forsar, vad och vattenfall. Johan Wärnschiöldh fick 1645 av Axel Oxenstierna i uppdrag att granska Viskan och Hallands övriga åar för att undersöka om de skulle kunna brukas för transport. Han kom att lista 44 punkter som hindrade sjöfart på Viskan och bedömde att den inte skulle kunna nyttjas som farled. Förbindelserna längs vattendraget har generellt varit av låg kvalitet då mycket tyder på att handeln mellan Varberg och Borås i början främst gick längs Ätran Lokomotivångaren Svanen gick dock på Viskan och Öresjö under 1890-talet.
Varberg-Borås Järnväg (WBJ), som invigdes i november 1880, följer i stort sett Viskans dalgång. Det gör även riksväg 41.

### Vattenkraft
Totalt är elproduktionen i Viskan omkring 60 GWh. Rydahls bomullsspinneri blev 1882 först i Sverige med att producera el från vattenkraft, elen användes för att driva belysningen på företaget. Vattenkraft från Viskan har drivit många företag genom åren. Den var grunden till den blomstring Viskadalen upplevde i gångna tider. I Rydal ligger Rydals vattenkraftstation, vilken tar sin kraft från Viskan. 

## Minnesramsor
Det finns skolramsor för att memorera de västsvenska åarna Viskan, Ätran, Nissan och Lagan: 
- vi ska äta, ni ska laga (från norr till söder)
- laga ni, äta vi (från söder till norr)

## Galleri

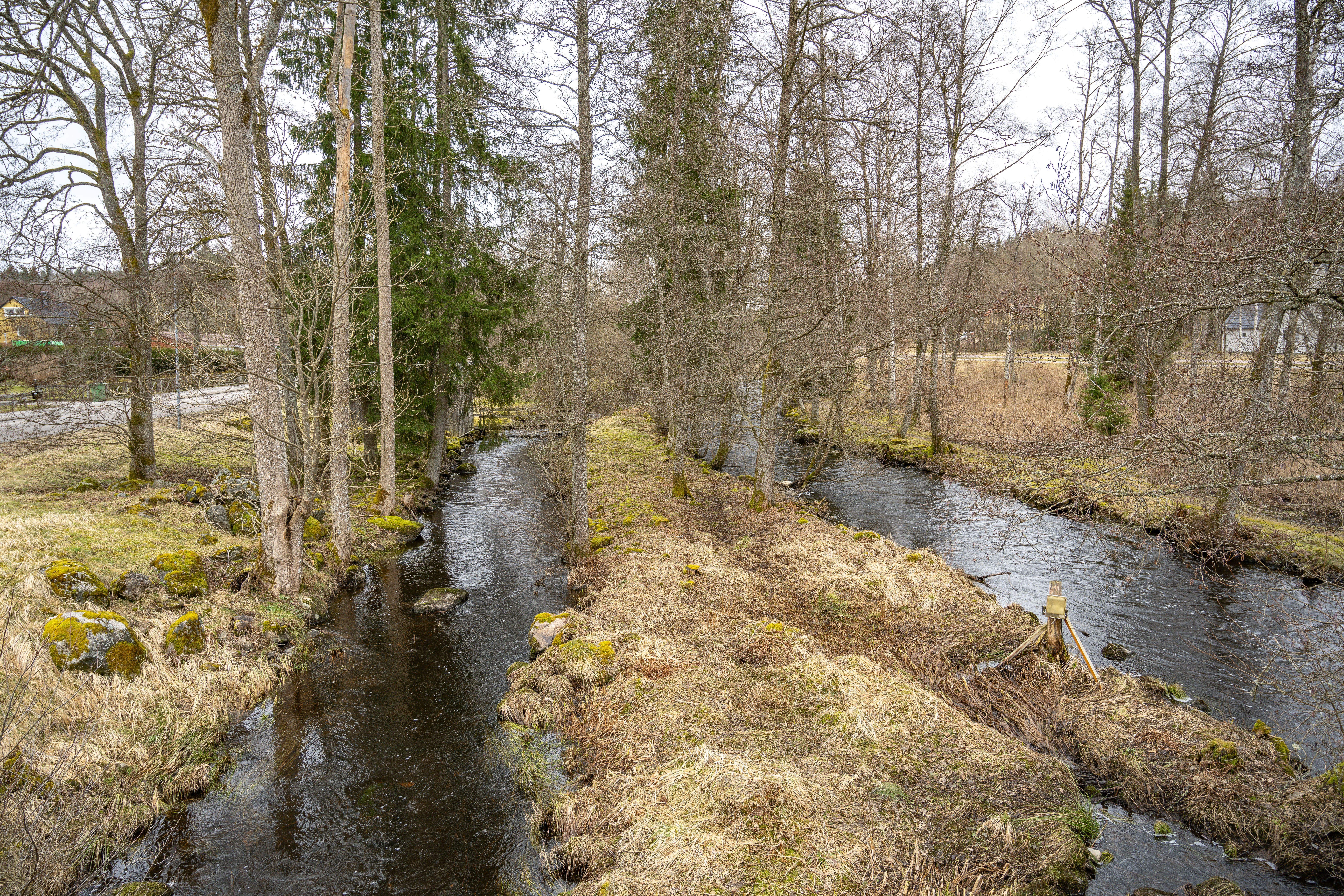
Viskan i Nitta mellan Ulricehamn och Borås.
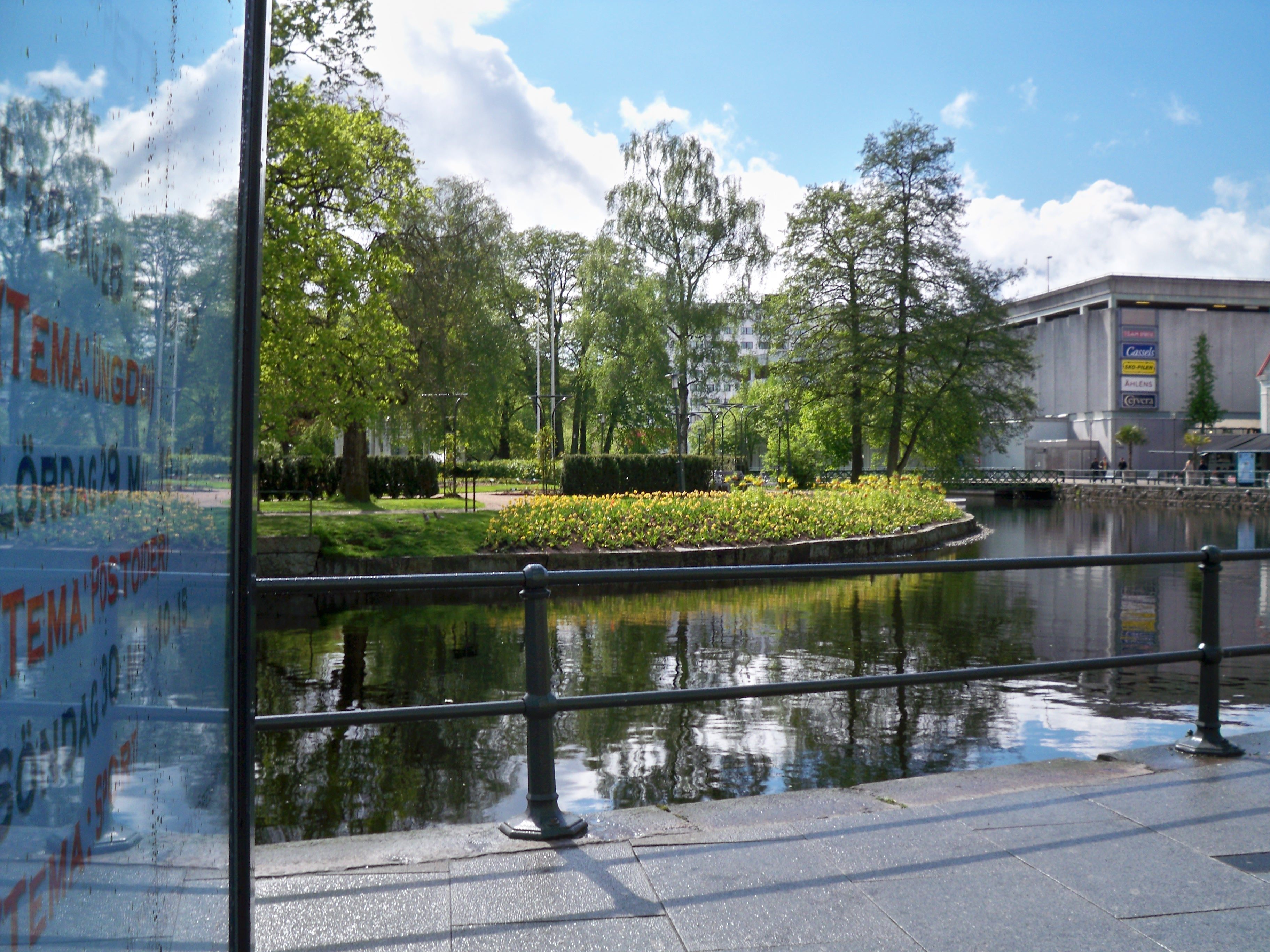
En krök i centrala Borås.
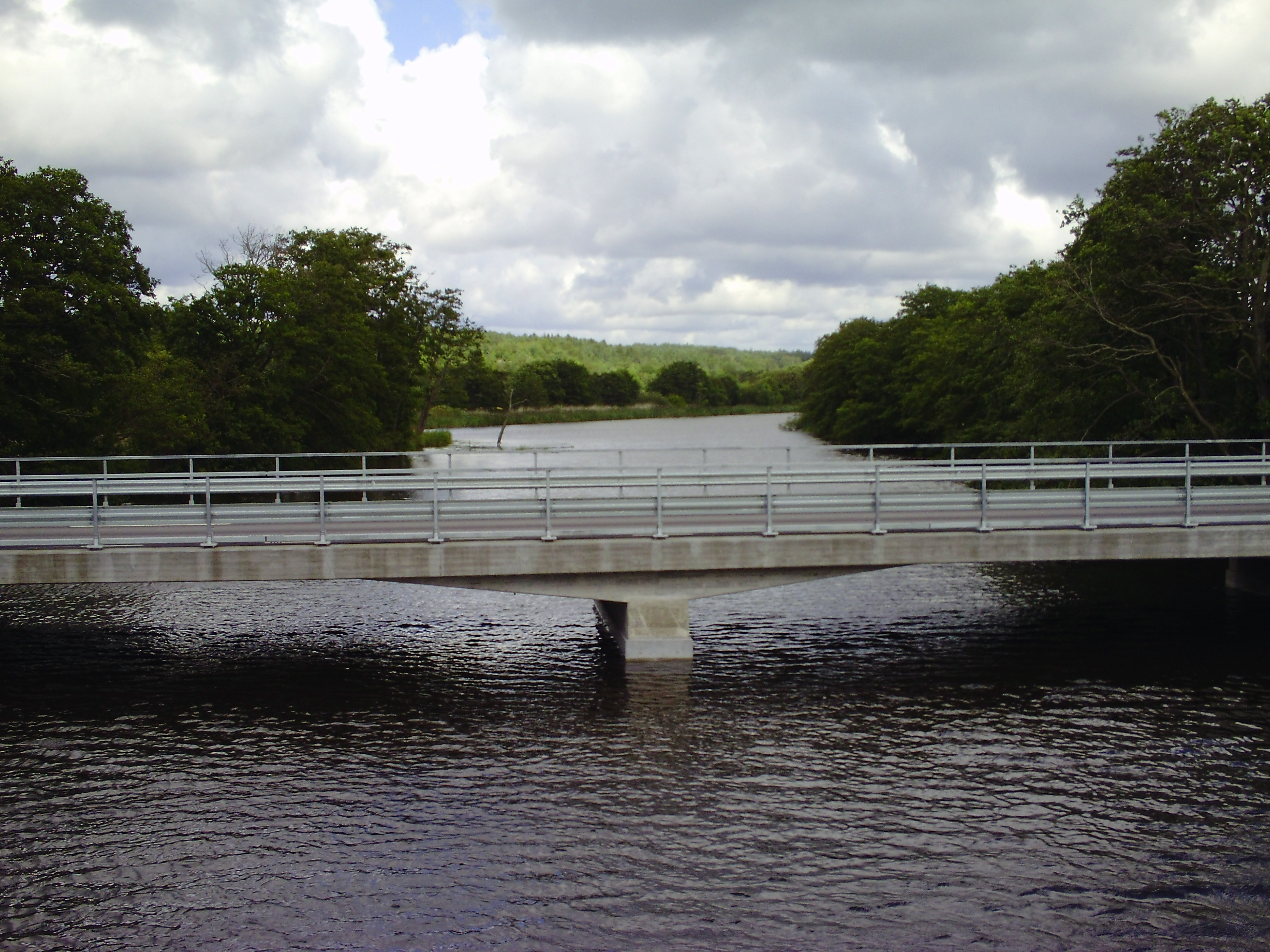
Viskan från en bro i Åskloster, där även utloppet i Klosterfjorden finns.